# Rokselana
Rokselana (Rhinopithecus) – rodzaj ssaków naczelnych z podrodziny gerez (Colobinae) w obrębie rodziny koczkodanowatych (Cercopithecidae).

## Zasięg występowania
Rodzaj obejmuje gatunki występujące w Azji.

## Morfologia
Długość ciała (bez ogona) 47–83 cm, długość ogona 51–104 cm; masa ciała samic 6–12 kg (sporadycznie do 20 kg), samców 14–19 kg (sporadycznie do 39 kg).

## Systematyka
Rodzaj zdefiniował w 1872 roku francuski zoolog Alphonse Milne-Edwards w książce swojego autorstwa poświęconej badaniom do wykorzystania w historii naturalnej ssaków. Na gatunek typowy Milne-Edwards wyznaczył (oznaczenie monotypowe) rokselanę złocistą (R. roxellana).

### Etymologia
- Rhinopithecus: gr. ῥις rhis, ῥινος rhinos ‘nos’; πιθηκος pithēkos ‘małpa’[9].
- Presbytiscus: rodzaj Presbytis Eschscholtz, 1821; łac. przyrostek zdrabniający -iscus[10]. Gatunek typowy (oryginalne oznaczenie): Rhinopithecus avunculus Dollman, 1912.
- Megamacaca: gr. μεγας megas, μεγαλη megalē ‘wielki’[11]; rodzaj Macaca Lacépède, 1799 (makak). Gatunek typowy (oryginalne oznaczenie): †Megamacaca lantianensis Hu & Qi, 1978.

### Podział systematyczny
Do rodzaju należą następujące występujące współcześnie gatunki:
| Grafika | Gatunek                 | Autor i rok opisu                                                                                          | Nazwa zwyczajowa      | Podgatunki         | Rozmieszczenie geograficzne | Podstawowe wymiary                       | Status IUCN |
| ------- | ----------------------- | --- | --------------------- | ------------------ | --- | ---------------------------------------- | ----------- |
|         | Rhinopithecus avunculus | Dollman, 1912                                                                                              | rokselana zadartonosa | gatunek monotypowy | Wietnam (znany jedynie z niewielkich fragmentów lasów w prowincjach Hà Giang, Tuyên Quang, Bắc Kạn i Thái Nguyên)                                                                      | DC: 50–65 cm DO: 65–92 cm MC: 8,5–14 kg  | CR          |
|         | Rhinopithecus bieti     | Milne-Edwards, 1872                                                                                        | rokselana czarna      | gatunek monotypowy | Chińska Republika Ludowa (południowo-wschodni Tybet i północno-zachodni Junnan (rozdrobnione populacje w północnych górach Yun), na zachód od rzeki Jangcy, na wschód od rzeki Mekong) | DC: 74–83 cm DO: 52–75 cm MC: 9,2–17 kg  | EN          |
|         | Rhinopithecus brelichi  | O. Thomas, 1903                                                                                            | rokselana szara       | gatunek monotypowy | Chińska Republika Ludowa (ograniczone do góry Fanjingshan w górach Wuling (Kuejczou))                                                                                                  | DC: 66–72 cm DO: około 97 cm MC: 8–15 kg | CR          |
|         | Rhinopithecus roxellana | Milne-Edwards, 1870                                                                                        | rokselana złocista    | 3 podgatunki       | Chińska Republika Ludowa (Syczuan, południowe Gansu, południowe Shaanxi i zachodnie Hubei)                                                                                             | DC: 47–83 cm DO: 51–104 cm MC: 6–19 kg   | EN          |
|         | Rhinopithecus strykeri  | Geissmann, Ngwe Lwin, Saw Soe Aung, Thet Naing Aung, Zin Myo Aung, Tony Htin Hla, Grindley & Momberg, 2010 | rokselana białobroda  | gatunek monotypowy | północno-wschodnia Mjanma (dział wodny Saluin-Nmai Hka, wokół rzeki Maw, na wschód do Chichitago) i południowa Chińska Republika Ludowa (rezerwat przyrody Gaoligongshan w Junnanie)   | DC: 54–55 cm DO: 68–78 cm MC: 8,5–14 kg  | CR          |

Kategorie IUCN:  EN  – gatunek zagrożony,  CR  – gatunek krytycznie zagrożony.
Opisano również wymarły azjatycki gatunek z plejstocenu:
- Rhinopithecus lantianensis (Hu Changkang & Qi Tao, 1978)